# تهريب الفحم في الصومال

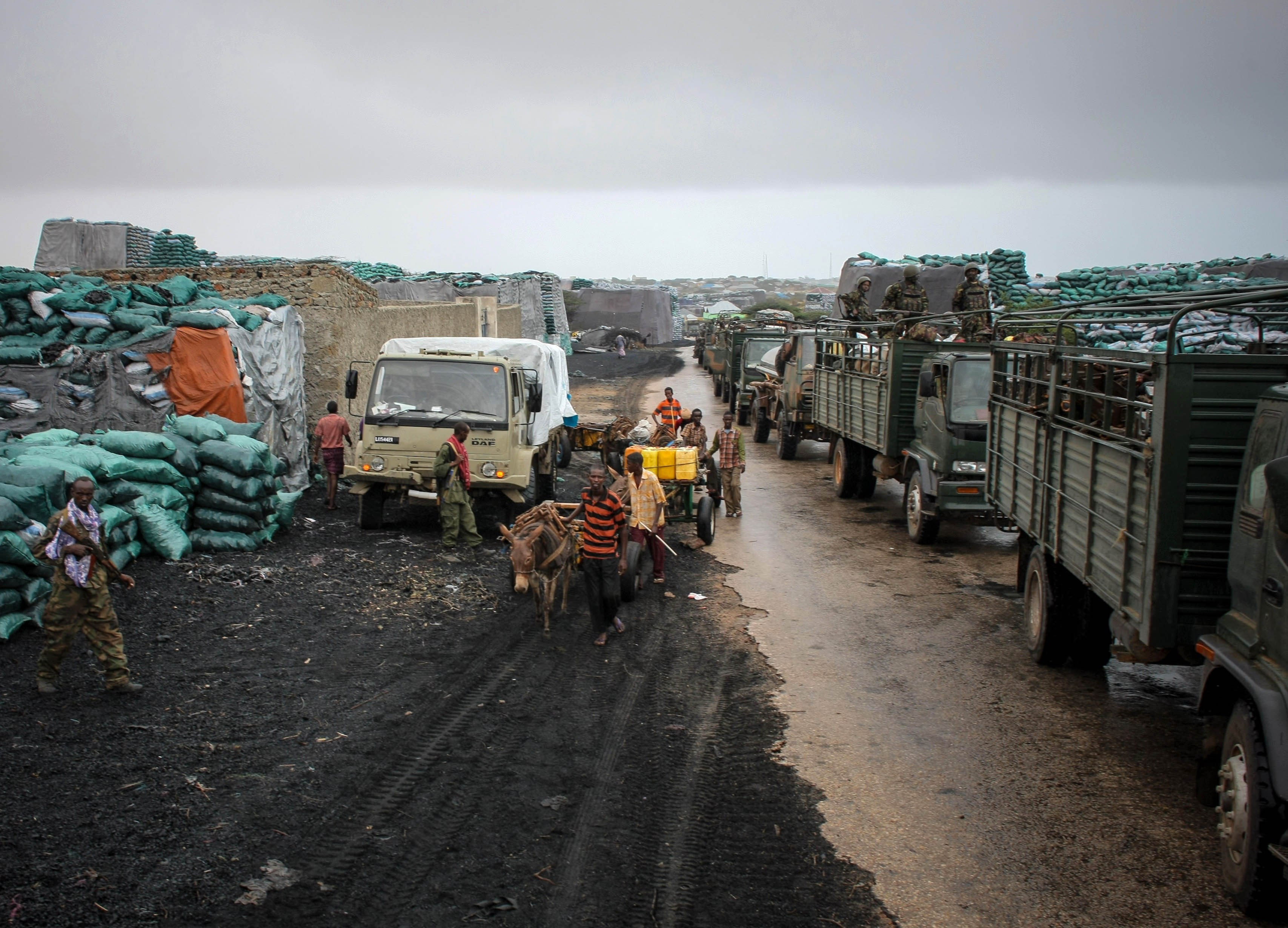
يسحب الشباب الصومالي عربات مياه تجرها الحمير أمام أكياس الفحم أثناء مرور موكب من القوة الكينية العاملة مع بعثة الاتحاد الإفريقي في الصومال (AMISOM) عبر مدينة كيسمايو. (2012)

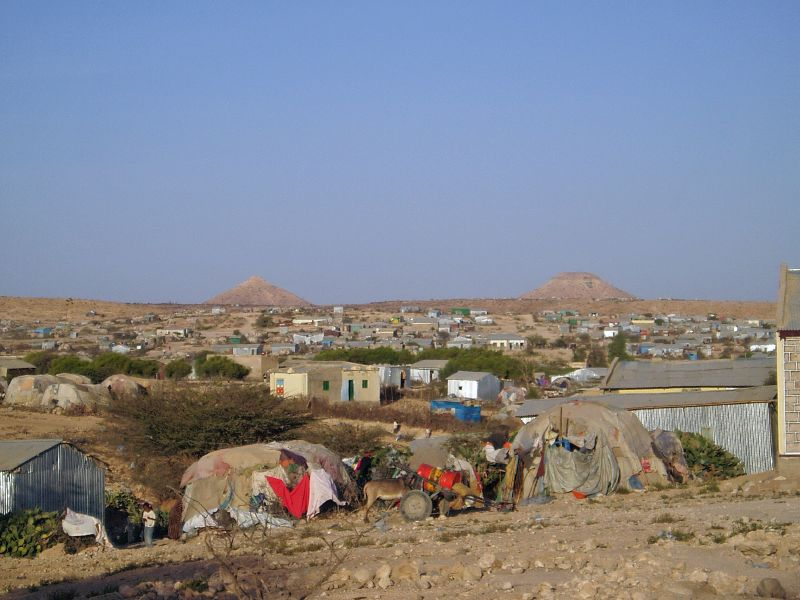
تلال نااسا هابلود بالقرب من هرجيسا ، الصومال - الجبال في الخلفية هي رمز المدينة ويمكن رؤيتها من معظم نقاط المراقبة. هنا لا توجد أي خدمات تقدمها الدولة. حيث يتم نقل المياه عن طريق الحمير، وتوفير الوقود للإضاءة والطهي من خلال مصادر غير مستدامة بيئيًا مثل الفحم. (2005)

عند انهيار الحكومة في الصومال عام 1991، أعيد فتح تجارة الفحم الصومالية التي كانت خاضعة للتنظيم الصارم في السابق. في تسعينيات القرن العشرين، تسببت الحرب الأهلية الصومالية ، وفيضانات النينا، وانخفاض الوصول إلى السوق الأوروبية في انهيار صناعة الموز المزدهرة سابقًا، وزيادة الاعتماد على تجارة الفحم.
فأصبح الفحم أساس الربح في الاقتصاد السياسي في الصومال، ثم تحول في نهاية إلى أحد أهم الإيرادات للشبكات الإجرامية مثل حركة الشباب. وعلى الرغم من الجهود الدولية للحد من هذه التجارة خلال العقد الأول من القرن الحادي والعشرين، فقد ازدهرت بشكل دوري ولا تزال تشكل عاملاً مزعزعاً للاستقرار السياسي في منطقة القرن الأفريقي.
على مدى قرون، تم إنشاء طريق لتجارة الفحم من خلال التجارة مع العرب على طول ساحل شرق إفريقيا. ويبدأ ذلك بقطع أشجار السنط وحرقها في الصومال، ثم نقل البقايا المتفحمة براً إلى موانئ في جنوب الصومال مثل: موانئ كيسمايو وباراوا، قبل نقلها شمالاً عن طريق البحر لأكثر من 4000 كيلومتر إلى مراكز في دول مجلس التعاون الخليجي. وعلى الرغم من حظر مجلس الأمن التابع للأمم المتحدة على جميع صادرات الفحم الصومالي في عام 2012، إلا أن تجارة الفحم غالباً ما تُخفى على أنها منشأها دول أخرى، إضافةً إلى انتشار فساد مسؤولي النقل البحري والجمارك. وبمجرد وصول الفحم إلى دول الخليج ، يقوم الوسطاء ببيعه بكميات أصغر إلى تجار التجزئة والمطاعم لاستخدامه في أنابيب مياه النارجيلة وشواء اللحوم على التوالي.

## آثار تهريب الفحم الصومالي
أسفرت تجارة الفحم في القرن الأفريقي إلى تحقيق إيرادات كبيرة للمنظمات الإجرامية. خلال أوائل العقد الأول من القرن الحادي والعشرين، حققت حركة الشباب ما بين 8 إلى 18 مليون دولار أمريكي سنويًا من خلال فرض ضرائب على حركة الفحم عند حاجز طريق واحد. في عام 2013، بلغت القيمة الإجمالية للصادرات ذروتها عند 360-384 مليون دولارًا أمريكيًا سنويًا. ثم تراجعت التجارة، وفى عام 2018 بلغت قيمة الجملة من 120 مليون دولارًا أمريكيًا سنويًا  إلى 150 مليون دولارًا أمريكيًا سنويًا،   مع عائدات سنوية للمنظمات الإرهابية تبدأ من 7.5   إلى 10 مليون دولار أمريكي. وبعد انخفاض أو انعدام النشاط التجاري في الفترة 2019-2021، عادت تجارة الفحم الصومالية للظهور في عام 2022. 
تجارة الفحم لها تأثير ضار على البيئة في الصومال. حيث أن إنتاج الفحم يتسبب في إزالة الغابات في مناطق جوبالاند ، وباي ، وشبيلي السفلى. وتشير تقديرات منظمة الأغذية والزراعة التابعة للأمم المتحدة (FAO) إلى أنه خلال الفترة 2011-2017 تم قطع حوالى 8 مليون شجرة سنط لإنتاج 16 مليون كيس من الفحم. وهذا يعني أن المتوسط هو قطع شجرة واحدة كل 30 ثانية خلال هذه الفترة.  وإذا استمر معدل إزالة الغابات هذا، فستكون النتيجة هى استنزاف الأشجار الصومال بالكامل بحلول عام 2060. ومما يؤدي إلى جعل البلاد عرضة للجفاف والمجاعات والفيضانات ويزيد من مخاطر الصراعات على الموارد والأزمات الإنسانية.

## عوامل تهريب بالفحم الصومالي
إن العوامل الدافعة وراء تهريب الفحم متعددة الأوجه. أكد تجار الفحم الصوماليون أن التجارة هي مصدر الرزق الوحيد المعقول، إضافةً إلى صعوبة الزراعة بسبب نقص الأنهار والمصادر الموثوقة للمياه، وضعف مؤسسات الدولة والقدرات البحرية اللازمة لمراقبة وردع واعتراض التجارة. وأكد ممثلو برنامج الأمم المتحدة للبيئة (UNEP) على ضرورة معالجة الفقر والاستثمار في الفرص المتاحة للشركات لخلق الظروف الملائمة لأشكال أخرى من سبل العيش المستدامة.
العامل الرئيسي وراء تجارة الفحم غير المشروعة هو الطلب الكبير على الفحم الصومالي من دول مجلس التعاون الخليجي ، حيث غالبًا ما تصنف أكياس الفحم على أنها شرعية.   في عام 2012، كان سعر كيس الفحم حوالي 3-4 دولارات أمريكية في الصومال، ولكنه بيع بحوالي 10 دولارات أمريكية في دول الخليج. وقد أدى نمط تجارة الفحم إلى تفاقم التفاوتات التراجعية في الصومال. وقد أدى ذلك إلى اعتماد النخبة السياسية في الصومال بشكل متزايد على الرعاية الشخصية وتورطها في منافسات، مما زعزع استقرار الصومال ومنطقة البحر الأحمر.

## حظر الأمم المتحدة على صادرات الفحم من الصومال
في 22 فبراير 2012، أصدر مجلس الأمن التابع للأمم المتحدة (UNSC) القرار رقم 2036 الذي فرض حظراً على تصدير الفحم الصومالي. ويحظر القرار على الدول الأعضاء استيراد الفحم الصومالي ويدعو الدول المجاورة إلى تطبيق الحظر. الهدف منه قطع تمويل حركة الشباب التي تكسب ملايين الدولارات سنويًا من تجارة الفحم إلى دول الخليج. وفي عام 2014، أصدر مجلس الأمن التابع للأمم المتحدة القرار 2182، الذي سمح للدول الأعضاء بتفتيش السفن المشتبه في أنها تحمل الفحم من الصومال في انتهاك للحظر، ومصادرة الشحنة غير المشروعة والتخلص منها عن طريق تحويل السفن إلى ميناء. وأكد القرار 2182 أيضًا على الدور الهام الذي تلعبه المنظمات الإقليمية مثل: الاتحاد الإفريقي من أجل نجاح تنفيذ الحظر.  ولا يزال حظر الفحم ساريًا حتى الآن، وقد تم التأكيد عليه آخر مرة في القرار 2662 في نوفمبر 2022، والذي يؤكد أيضا على ضرورة خفض المخزونات في كيسمايو وما حولها.

## الجهات الفاعلة الرئيسية
تسهل شبكة معقدة من الجهات الفاعلة تهريب الفحم غير المشروعة في الصومال، بما في ذلك التجار، وناقلي الفحم، والوسطاء ، وتجار الجملة، إضافةً إلى أولئك المتورطين في إصدار وثائق مزورة للتحايل على حظر الأمم المتحدة. وقد طبقت العديد من الدول والمنظمات الدولية تدابير لمكافحة تهريب الفحم.

### حركة الشباب
في أوائل العقد الأول من القرن الحادي والعشرين، استمدت حركة الشباب إيراداتها من مصادر مختلفة متعلقة بالفحم مثل: الإنتاج، وضرائب النقل، ورسوم نقاط التفتيش، ورسوم الموانئ، وضرائب التصدير. وقد زُعم أن نظام الضرائب الذي فرضته حركة الشباب متطور للغاية، ويشبه نظام الضرائب في الدول الصغيرة. وبين عامى (2012-2013) حدد مراقبو الأمم المتحدة 39 تاجر فحم في كيسمايو. ومن بينهم كان اثنان فقط مرتبطين بحركة الشباب، وكانا يديران 32% من الفحم الذي يغادر المدينة.، وتحظر حركة الشباب بشكل دوري تجارة الفحم في المناطق التي تسيطر عليها وتعطيل التجارة؛ لمنع تدفق الإيرادات إلى المعارضين السياسيين، وخاصة السلطة الصومالية.  ويبدو أن هذه هي الاستراتيجية الحالية أيضًا.

### قوات الدفاع الكينية وبعثة الاتحاد الأفريقي في الصومال (AMISOM)
وفقًا لتقارير مراقبي الأمم المتحدة، فقد نقضت قوات الدفاع الكينية وبعثة الاتحاد الأفريقي في الصومال(AMISOM) قرار حظر الفحم. بعد سيطرتها على طرق التجارة المهمة والموانئ الرئيسية (أبرزها ميناء كيسمايو ) من حركة الشباب بعد عملية " ليندا نشي " في عام 2012، شاركت قوات الدفاع الكينية وقوات الاتحاد الأفريقي في الصومال بشكل مباشر في تجارة الفحم، في انتهاك صارخ للحظر والتعليمات الصريحة لرئيس الصومال (حسن شيخ). وفي عامي 2011 و2012، طالبت كينيا برفع الحظر لإزالة المخزونات حول كيسمايو، لكن الأمم المتحدة رفضت اقتراحها. في عام 2016، وردت تقارير تفيد بأن القوات الكينية سمحت بتصدير الفحم من كيسمايو مقابل رسوم قدرها 2 دولار أمريكي لكل كيس. وتقارير أخرى تفيد بأن قوات الدفاع الكينية وقوات الاتحاد الأفريقي في الصومال منعت حكومة الصومال الفيدرالية ومراقبي الأمم المتحدة من الوصول إلى مواقع المخزونات والموانئ التصدير الرئيسية لإجراء التحقيقات. كما تجاهلت قوات الدفاع الكينية وقوات الاتحاد الأفريقي في الصومال محاولات مراقبي الأمم المتحدة لإقامة اتصال معهم بشأن الامتثال للحظر.

### السلطة الصومالية
تعتمد تجارة الفحم في جنوب الصومال على الشراكات بين مجتمعات الأعمال المحلية، (خاصة كيسمايو)، والسلطات الإقليمية الفاسدة. استفادت ولاية جوبالاند بشكل كبير من صادرات الفحم غير المشروعة من خلال تحصيل الرسوم والضرائب عند نقاط التفتيش والموانئ. في عام 2016، تم فرض رسوم بلغت حوالي 3 دولارات أمريكية لكل كيس، أدى ذلك إلى دخل شهري يتراوح بين (1.1 – 1.5) مليون دولار أمريكي لإدارة جوبالاند. كما احتجزت إدارة جوبالاند عمال في ميناء كيسمايو، بما في ذلك المخبرين المشتبه بهم. وحتى عام 2018، تعرضت إدارة جوبا لانتقادات متكررة من قبل مراقبي الأمم المتحدة بسبب سوء تنفيذها لاتفاقية الفحم.
في عام 2016، اشتكى مراقبو الأمم المتحدة من أن الحكومة الصومال الفيدرالية لم تتخذ إجراءات كافية لمعالجة مخزونات الفحم التي تشكل خطرا على السلام والأمن في المنطقة. وحذر المراقبون من أن الجماعات المسلحة ستتنافس على القيمة التجارية للفحم المخزن، وأنه قد يتم تصديره بمخالفة للعقوبات.
رغم أن المخزونات لم يتم التخلص منها بعد،  إلا أن الحكومة الفيدرالية تعترف بالتهديد البيئي والأمني الذي تشكله هذه التجارة  ودعت إلى زيادة التعاون الدولي لتنفيذ حظر الفحم. ولذلك فقد شاركوا معلومات حول سفن محددة تحمل شحنات فحم غير قانونية.

### الدول المستوردة

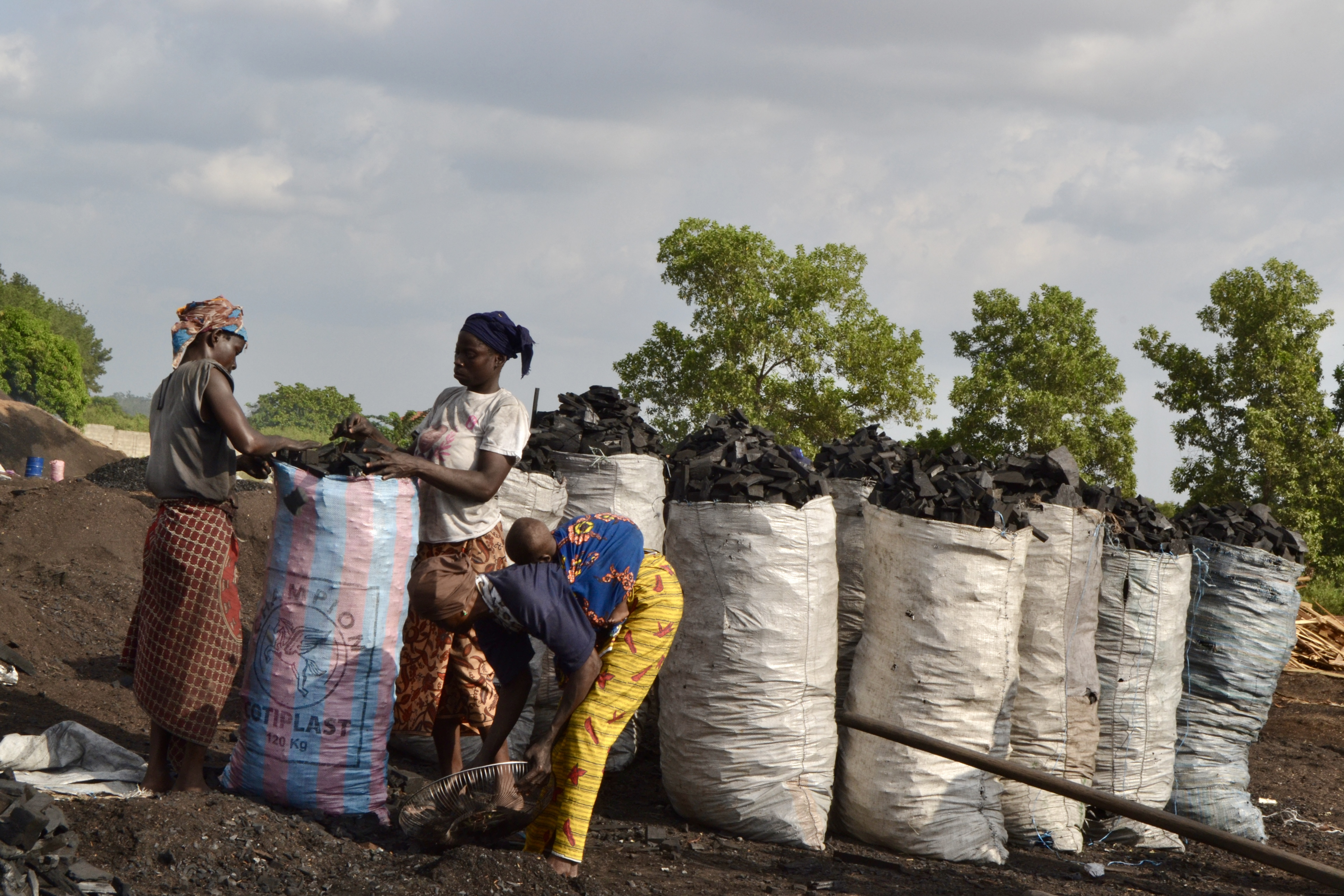
تجارة الفحم في ياموسوكرو ، ساحل العاج

المستوردون الرئيسيون للفحم الصومالي هم دول مجلس التعاون الخليجي ، وخاصة دولة الإمارات العربية المتحدة. يُقدِر عشاق الشيشة في دول الخليج الفحم الصومالي بشكل كبير بسبب رائحة السنط المميزة. وقد انتقد مراقبو الأمم المتحدة دول مجلس التعاون الخليجي كثيرًا لتقاعسهم عن تنفيذ القرار 2036 لحظر الفحم الصومالي، ولعدم تعاونهم مع الجهات الدولية مثل مسؤولي الأمم المتحدة. في عام 2013، كُشف عن أن أكبر ستة رجال أعمال في مجال الفحم يقيمون في دبي ، وبعضهم له علاقات مباشرة مع انتماءات حركة الشباب.
ثم بدأت الدول المستوردة الرئيسية بتحسين قدراتها على تطبيق الحظر، مثلًا: في عام 2017، أظهرت الكويت والبحرين التزامًا وتعاونًا استباقيين مع مراقبي الأمم المتحدة، ترتب على ذلك مصادرة شحنات الفحم. وفي عام 2018، أعلنت إيران وعمان وقف استيراد الفحم من البلدان التي يُعلن عادةً عنها بوثائق مزورة، مثل جزر القمر وساحل العاج وغانا.

### القوات البحرية المشتركة (CMF)
هي شراكة بحرية متعددة الجنسيات تحت قيادة الولايات المتحدة تهدف إلى تعزيز تبادل المعلومات والتدريب بشكل أفضل، مما يحسن الجهود الرامية إلى مكافحة التهريب غير المشروع للفحم من الصومال.، دعمت بشكل فعال تنفيذ حظر الفحم من خلال تبادل المعلومات مع الحكومات والجهات الفاعلة الرئيسية الأخرى، مما يسهل مصادرة الفحم.
عقدت عدة مؤتمرات مع دول مجلس التعاون الخليجي بهدف مكافحة التهريب غير المشروع للفحم الصومالي. وفي مؤتمر عقد في مقر القوات البحرية المشتركة (CMF) في البحرين عام 2018، اتفق الحضور على تعزيز التعاون بين القوات البحرية المشتركة والدول المعنية والمنظمات المختلفة، مثل فريق الخبراء التابع للأمم المتحدة المعني بالصومال، ومكتب الأمم المتحدة المعني بالمخدرات والجريمة، ومجلس التعاون الخليجي، ومراكز العمليات البحرية، ومراكز الأمن البحري.
في عام 2019، عقدت فرقة العمل المشتركة 152، وهي فرع القوات البحرية المشتركة المسؤول عن الأمن البحري ومكافحة الإرهاب في المنطقة، مؤتمرًا لمناقشة التهريب غير المشروع للفحم الصومالي مع ممثلي القوات البحرية المشتركة ومجلس التعاون الخليجي. صرح العميد البحري ستيف داينتون أن تبادل المعلومات والتعاون أمران أساسيان لضمان الأمن البحري. إلى جانب هذه الفرقة، تشارك فرقة العمل المشتركة 150 أيضًا في تعطيل عمليات نقل الفحم غير المشروعة.

### الجهات الفاعلة في الأمم المتحدة
تتخذ العديد من منظمات ولجان وهيئات الأمم المتحدة تدابير لمكافحة التهريب لتسهيل تطبيق حظر الفحم الصومالي. ومن بين أهم الوظائف مجموعات المراقبة المختلفة التى كلفت خصيصًا بالتحقيق في التجارة بالفحم الصومالي. وحاليًا، تقوم لجنة الخبراء المعنية بالصومال بوظيفة الرصد الرئيسية وتصدر تقارير سنوية عن الحالة الراهنة لتطبيق الحظر. 
شارك مجلس الأمن التابع للأمم المتحدة في تدابير لمكافحة التهريب. وبناء على طلب مكتوب من الرئيس حسن شيخ في أكتوبر 2014، سمح مجلس الأمن التابع للأمم المتحدة للأساطيل البحرية الدولية باعتراض أي سفينة يشتبه في أنها تنقل الفحم عبر المحيط الهندي. وتشرف لجنة مجلس الأمن المنشأة عملاً بالقرار 751 (1992) بشأن حركة الشباب على التدابير الجزائية المفروضة عليهم، بما في ذلك حظر الفحم. في فبراير 2023، صرح رئيس اللجنة إيشيكاني كيميهيرو، أن اللجنة تركز الآن على التحقيق حول تمويل حركة الشباب، بما في ذلك انتهاكات حظر الفحم.
يشارك مكتب الأمم المتحدة المعني بالمخدرات والجريمة أيضًا في تنفيذ حظر الفحم، وتقديم التوصيات إلى مجلس الأمن. وقد أعدت المنظمة دليلاً يهدف إلى دعم المسؤولين الذين يتعاملون مع شحنات فحم قادمة من الصومال. يقدم الدليل إرشادات مفصلة حول أخذ العينات وتصنيف الفحم، بالإضافة إلى تعليمات حول كتابة التقارير الجنائية المناسبة للإجراءات القضائية.
نفذت الصومال برنامج الحد المستدام من الفحم ومصادر العيش البديلة (PROSCAL) بالتعاون مع برنامج الأمم المتحدة للبيئة (UNEP) وبرنامج الأمم المتحدة الإنمائي (UNDP) ومنظمة الأغذية والزراعة (FAO). يسعى البرنامج إلى توفير بدائل الطاقة للمجتمعات المتضررة من إنتاج الفحم لتقليل الاعتماد عليه وتعزيز قدرات المؤسسات الصومالية على تنفيذ حظر الفحم. ومع ذلك، لم تصدر الأمم المتحدة سوى القليل من المعلومات بشأن تقدم البرنامج وتأثيره.

### الجهات الأخرى
في عام 2013، شملت تجارة الفحم في كيسمايو تجارًا كينيين صوماليين عملوا كوسطاء لتجار كبار في الإمارات العربية المتحدة وممثلين لشحنات الفحم المصدرة. وعمل بعض هؤلاء التجار مباشرةً بالنيابة عن حركة الشباب. بعض الأفراد المتورطين في هذه التجارة هم من رجال الأعمال والسياسيين الذين تلقوا دعمًا من المجتمع الدولي لإعادة بناء مؤسسات الدولة الصومالية.
منذ عام 2017، لاحظ مراقبو الأمم المتحدة أن تجارة الفحم غير المشروعة قد تم تسهيلها من قبل شبكات إجرامية عابرة للحدود أكثر رسمية تعمل بين الصومال والإمارات العربية المتحدة. وحصلوا على معلومات تتعلق بشركة All Star Group، التي يُعتقد أنها المورد والمُتاجِر والمستثمر الرئيسي في تجارة الفحم. وقد أبرمت الشركة اتفاقيات للصادرات وتقاسم الإيرادات مع إدارة جوبا المؤقتة وحركة الشباب على التوالي.
ولعب الاتحاد الأوروبي دورًا في مكافحة التهريب. مثلًا في عام 2018، ساعدت القوة البحرية التابعة للاتحاد الأوروبي في الصومال (EUNAVFOR أو عملية أتلانتا) في التحقيق حول تهريب الفحم في المنطقة وإجراء تحقيقات خارج بورجابو وكيسمايو. ومراقبة غرب المحيط الهندي وتُبلغ عن السفن المشبوهة. 
اقترح الممثل الأعلى/نائب رئيس الدائرة الأوروبية للشؤون الخارجية جوزيب بوريل أنه ينبغي البحث عن مخرج لعملية أتلانتا، مشيرًا إلى أن تتولى الصومال المسؤولية الكاملة عن أمنها بحلول نهاية عام 2024. ومنح الاتحاد الأوروبي بعثة الاتحاد الأفريقي في الصومال 1.08مليار يورو بين عامي 2007 و2015.

## التاريخ الحديث لتجارة الفحم الصومالية

### 2009–2014
بعد استيلاء حركة الشباب على ميناء كيسمايو في عام 2009، بدأت دولة الإمارات العربية المتحدة في استيراد الفحم الصومالي بمعدل متزايد. في عام 2011، استوردت الإمارات العربية المتحدة 143 مليون كيلوجرام من الفحم الصومالي، بزيادة عن عام 2008 (83 مليون كيلوجرام). وقد تباينت تقديرات إجمالي كمية الفحم الصومالي المصدرة. وقدرها مراقبو الأمم المتحدة بحوالى 3.5 – 4.5 مليون كيس في عام 2010، يبنما قدرت الإحصائيات الصادرة عن الإمارات العربية المتحدة والمملكة العربية السعودية إلى أن الكمية تجاوزت 7 مليون كيس. وفي عام 2011، ارتفعت الصادرات، حيث قدرها مراقبو الأمم المتحدة بحوالى 9-10 مليون كيس، مما يعنى أن 25 مليون دولار أميركي سنويًا لحركة الشباب.
وفي هذه الأثناء، كان الشارقة في الإمارات العربية المتحدة ميناء الدخول الرئيسي لتجار الفحم، وكانت الإمارات العربية المتحدة تقوم بتعبئة الفحم المعاد وإعداده لإعادة تصديره إلى دول أخرى في المنطقة. والوضع مشابه في المملكة العربية السعودية، حيث ارتفعت الواردات من 66 مليون كيلوجرام في عام 2010 إلى 107 مليون كيلوجرام في عام 2011،
رغم حظر الفحم بموجب قرار مجلس الأمن رقم 2036 في عام 2012، إلا أن السلطات في الصومال ودول الخليج المستوردة لم تتخذ التدابير اللازمة للحد من هذه التجارة. بل استمرت التجارة في الارتفاع في فترة بعد الحظر مباشرة.
في الفترة 2012-2014، ظل حجم التجارة الدولية في الفحم الصومالي ثابتًا. وكان المستوردون الرئيسيون خلال هذه الفترة هم الإمارات العربية المتحدة وعمان والكويت.

### من 2015 إلى 2018
بعد سيطرة الجيش الوطني الصومالي وقوات الاتحاد الأفريقي على ميناء باراوا في أكتوبر 2014، فقدت حركة الشباب السيطرة على مواقع تصدير الفحم الرئيسية. وفي عام 2015، توقفت التجارة في الميناء ظاهريًا، وانخفضت إيرادات لحركة الشباب من تجارة الفحم. وتوسعت الصادرات من بلدة بور جابو الساحلية، ولم يكن واضحًا من لديه السلطة على التجارة.
رغم التوسع المحلي في بور جابو، إلا أن إجمالي صادرات الفحم الصومالي انخفض في الفترة 2015-2016.
في عام 2016، قدر مراقبو الأمم المتحدة حجم التجارة بنحو 5.25 مليون كيس الفحم سنويًا.
وكان أحد الأسباب وراء هذا التراجع هو تحسن قدرات تنفيذ قرار الحظر لدى المستوردين الرئيسيين، وأبرزهم الإمارات العربية المتحدة، مما ثبط مصدري الفحم في الصومال.
سبب آخر وهو أن حركة الشباب غيرت استراتيجيتها في عام 2015 نحو حظر الفحم في مناطق سيطرتها وحيث هاجمت التجار بدلاً من إدارة التجارة بنفسها.
وبحسب مراقبي الأمم المتحدة، فإن السبب وراء هذا التغير هو انهيار اتفاق تقاسم الإيرادات بين حركة الشباب ورئيس ولاية جوبالاند الصومالية أحمد محمد إسلام.
وفي النهاية استمرت صادرات الفحم من كيسمايو وبور جابو (الذان كانا موقعين رئيسيين لتخزين الفحم) إلى دبي.
في الفترة 2016-2017، ظل مستوى صادرات الفحم الغير مشروع من جنوب الصومال دون تغيير مقارنة بالسنوات السابقة. وقُدر التصدير بحوالي 4 مليون كيس من كيسمايو وبور جابو في عام 2017.
وفي الفترة 2017-2018، انخفضت التجارة إلى حوالي 3 مليون كيس سنويًا. وكان ميناء الحمرية في الإمارات، وميناءا الدقم وشناص في سلطنة عمان ، والمنطقة الحرة في كيش والمنطقة الحرة في قشم في إيران، مناطق الاستيراد الرئيسية. تم استخدام الميناءين الإيرانيين بشكل رئيسي لنقل الفحم الصومالي إلى الإمارات العربية المتحدة.

### من عام 2018 حتى الآن
في أعوام 2019 و2020 و2021، لم يلحظ مراقبو الأمم المتحدة أي تصدير للفحم من الصومال . وكانت آخر شحنة كبيرة قد وصلت في أغسطس 2018، عندما غادرت كيسمايو متجهة إلى ميناء خور الزبير في العراق ، محملة بـ4750 طناً (190 ألف كيس) من الفحم. وفي العراق، أعيد تعبئتها وشحنها إلى الدول المجاورة من يناير إلى أبريل 2019.
وطيقًا لمراقبي الأمم المتحدة، فإن هناك عدة تفسيرات محتملة لتوقف صادرات الفحم منها:
أن دولًا رئيسية مثل الإمارات العربية المتحدة وعمان والكويت وإيران بدأت في تطبيق الحظر في عام 2018.
ويُزعم أن الجهود المبذولة من حكومة الصومال الفيدرالية وسلطات ولاية جوبالاند والمجتمع الدولي منعت صادرات الفحم.
وزادت حكومة الصومال الفيدرالية من رسائلها السياسية بشأن التأثير البيئي السلبي لإنتاج الفحم، مما ساهم في تراجع التجارة.
ومنعت إدارة جوبالاند صادرات الفحم على نطاق واسع من كيسمايو وبور جابو.
كما ساهم الشركاء الدوليون، والقوات البحرية المشتركة ، والقوة البحرية للاتحاد الأوروبي (من خلال عملية أتلانتا)، ومنظمة الأغذية والزراعة (FAO) ، ومكتب الأمم المتحدة المعني بالمخدرات والجريمة، في ردع تجار الفحم من خلال المراقبة عبر الأقمار الصناعية والبحرية. واستخدام الضغط السياسي والمراقبة والقوات البحرية الدولية بمثابة عوامل ردع قوية.
في عام 2021، بلغ مخزون الفحم في كيسمايو وبور جابو ما بين 600-900 ألف كيس. تحدث تجارة الفحم أيضًا داخل الصومال لأن الفحم مصدر أساسي للطاقة في المجتمع الصومالي. 
في عام 2019، استأنفت حركة الشباب هجماتها على تجار الفحم في الصومال للإستيلاء على إيرادات الفحم في الإدارات المحلية.
في عام 2022، حدثت أول عملية تصدير كبيرة للفحم من الصومال منذ عام 2018 عندما قامت السفينة MV Fox بتصدير 4425 طن متري من الفحم بشكل غير قانوني من كيسمايو. ثم تعرضت السفينة لحالة طوارئ خارج سواحل عُمان، فاحتجزتها السلطات العُمانية وفقاً للقرار 2036 (2012). 
وفقًا لتحقيقات شركة Correctiv في أواخر عام 2022، يتم أيضًا تصدير الفحم من موانئ مقديشو وباراوا.
رغم زيادة الجهود التي تبذلها الجهات الفاعلة الرئيسية لتطبيق الحظر، إلا أن ضعف هياكل مراقبة الموانئ، وغياب كفاءة خفر السواحل الصومالي، والمخزونات الكبيرة من الفحم، تظل تشكل مخاطر كبيرة على استمرارية تطبيق الحظر. وأوصى مراقبو الأمم المتحدة برفع جزئي لحظر الفحم لمرة واحدة في عام 2022 لتسهيل تنظيف المخزونات الموجودة حول كيسمايو، والتي تقدر قيمتها بنحو 12 مليون دولار أميركي.

## طرق تهريب الفحم

### الشحنات المتباعدة
تختلف أحجام السفن المستخدمة في نقل الفحم. إلا أن المفضلة منها عند المهربين هى السفن الشراعية (دهو) صغيرة الحجم التي سعتها القصوى حوالي 35000 كيس.
في الفترة 2013-2014، بدأ التجار بشكل متزايد في تقسيم الشحنات إلى كميات أصغر تُحمَل على متن سفن شراعية أقل وضوحًا.
لا تستخدم العديد من هذه سفن أنظمة ملاحية متطورة، مما صَعَب على المنظمات البحرية الدولية والقوات البحرية تعقبها.
بما أن السلع التي تُنقل عادةً على السفن الشراعية مثل التمور، أصبحت الآن تُتاجر في الأوعية بعد التوسع في تحرير الاقتصاد ، فقد أعرب مُلاك السفن الشراعية عن قلقهم من قلة البضائع الأخرى الهامة إلى جانب الفحم. وقد دفع هذا الأمر السفن الشراعية إلى السوق السوداء للفحم غرب المحيط الهندي. وأدى هذا أيضًا إلى زيادة الشكوك تجاه أصحاب السفن الشراعية، الذين أُدينوا أحيانًا ظلماً لدعمهم جماعات مسلحة مثل حركة الشباب.
تغلق سفن الفحم الكبيرة أجهزة إرسال واستقبال لنظام تحديد الهوية الآلي لتجنب الكشف. ويخفي التجار السمات المادية المميزة، مثل أسماء السفن.
وتزداد عملية مراقبة الشحنات تعقيداً بسبب قيام المهربين بتخزين الفحم وتحميله في مواقع نائية، مثل بور جابو لتجنب اكتشافهم.

### تجارة السكر والفحم
في أوائل العقد الأول من القرن الحادي والعشرين، كانت هناك دورة تجارية تتضمن استيراد السكر إلى الصومال وتصدير الفحم إلى دول مجلس التعاون الخليجي على نفس السفن. وكان تجار الفحم يرسلون سفنهم إلى باراوا أو كيسمايو لتحميل الفحم استعدادًا لرحلة العودة بعد تفريغ السكر في ميناء مقديشو. في عام 2012، كانت 26% من السفن تقوم بتفريغ حمولتها في ميناء مقديشو ثم تتجه إلى كيسمايو، ومعظمها قادمة من دبي.

### شهادات منشأمزورة
كان تزوير الوثائق الجمركية الأسلوب الرئيسي للتحايل على قرار حظر الفحم. حيث تستخدم السفن الشراعية شهادات منشأ مزورة في ميناء التفريغ، خاصةً الإمارات العربية المتحدة، لإخفاء ميناء الفعلي.
وتزعم هذه الشهادات أن الفحم الصومالي يأتي من دول مثل جزر القمر ، وجيبوتي ، وكينيا ، وغانا ، وساحل العاج ، وتنزانيا ، وباكستان.
وبعض شهادات المنشأ تزور بالكامل من قبل تجار الفحم دون أي تدخل من جانب المسؤولين من هذه البلدان. وفي بعض الأحيان تقوم القنصليات أو السفارات التابعة لبلدان المنشأ بالتصديق على الوثائق قانونيًا أو حتى تزويرها بنفسها.
مثلًا، وردت تقارير عن عمليات تزوير داخل دولة الإمارات العربية المتحدة بمساعدة وسطاء فاسدين مقابل عمولات.
تشير السجلات الرسمية لدول الخليج لواردات الفحم إلى كميات كبيرة من الشهادات المزورة. ومع انخفاض الواردات الرسمية للصومال في عام 2014، زادت واردات الفحم من دول مثل جزر القمر وجيبوتي وكينيا.
مثلًا فإنه طبقًا لبيانات من الإمارات العربية المتحدة، لم يتم استيراد أي فحم من الصومال في عامي 2013-2014، بينما ارتفع الفحم المستورد من جيبوتي من الصفر في عام 2011 إلى حوالي 41 مليون كيلوجرام في عام 2014.
إضافةً إلى إعادة تعبئة الفحم في وجهات الشحن لإخفاء مصدره.
مثلًا في عام 2018، أفاد مراقبو الأمم المتحدة أن الفحم الصومالي تمت إعادة تعبئته في إيران في أكياس بيضاء تحمل علامة "منتج إيراني". ثم إعادة تحميل الفحم على متن سفن شراعية صغيرة تحمل العلم الإيراني وتصديره إلى ميناء الحمرية في الإمارات العربية المتحدة، باستخدام شهادات منشأ مزورة تزعم أن إيران هي بلد التصنيع.

### رفع أعلام الدول الأجنبية
تم التأكد أن العديد من السفن التي تحمل الفحم الصومالي مملوكة لمواطنين هنود أو ترفع العلم الهندي.
في عام 2014، صرح مراقبو الأمم المتحدة أن العديد من مالكي هذه السفن أعربوا عن عدم قدرتهم على تقديم تفاصيل حول الشحنة لأنهم استأجروا سفنهم لوسطاء وسماسرة. أكد بعض أصحاب الفحم علمهم باستخدام شهادات منشأ مزورة. وكان هؤلاء السماسرة عادةً ما يقيمون في دبي.